# Sparks Fly (chanson)
Singles de Taylor Swift
The Story of Us
(2011) Ours
(2011)
Clip vidéo
[vidéo] « Sparks Fly (audio) », sur YouTube
Sparks Fly est une chanson de la chanteuse et auteur-compositrice américaine Taylor Swift extraite de son troisième album studio Speak Now, sorti en 2010.
Le 18 juin 2011 la chanson a été publiée en single. C'était le cinquième et avant-dernier single de cet album.
Aux Etats-Unis, la chanson a atteint le numéro 1 sur le classement Hot Country Songs du magazine Billboard et  le numéro 17 sur le Billboard Hot 100.

## Texte et musique
Le site Songfacts écrit :

« Dans cette chanson, Taylor parle de l'attirance pour un gars qui est « une mauvaise idée ». »

Sur son site web, elle a expliqué les paroles comme suit : 

« Sparks Fly parle de la façon comme tu tombes amoureuse pour quelqu'un pour qui tu ne devrais peut-être pas tomber amoureuse, mais tu ne peux pas t'arrêter parce qu'il y a une telle connexion et une telle chimie [entre vous deux]. »